# فرودگاه صحرایی اشوت

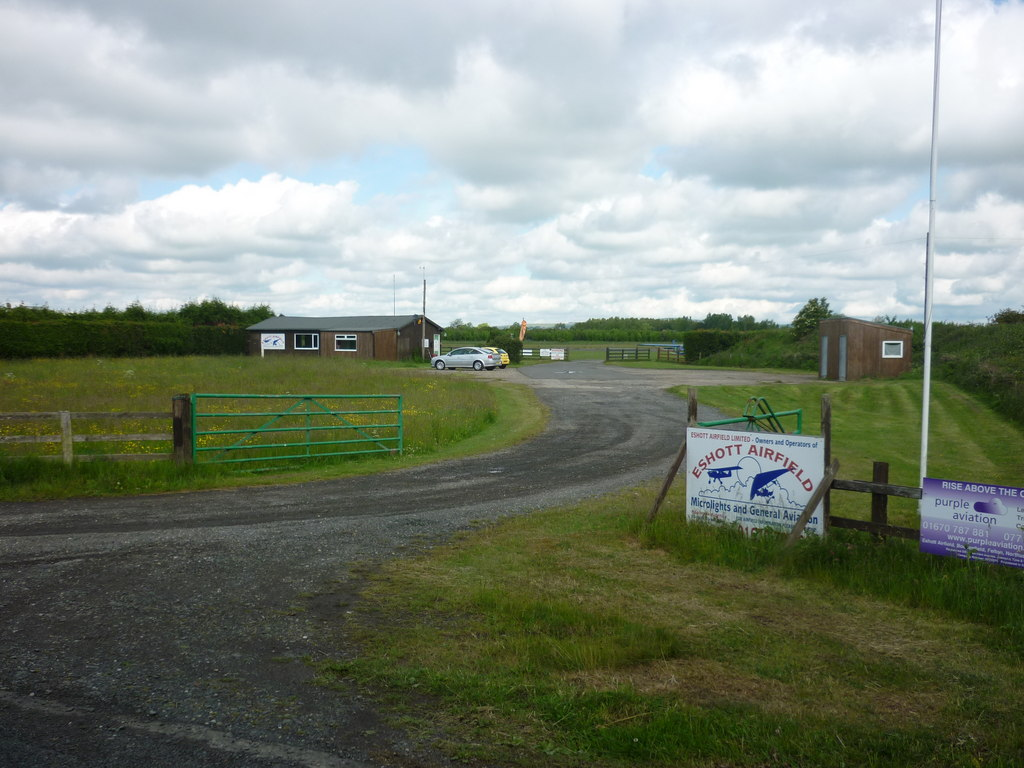
ورودی فرودگاه اشوت

فرودگاه صحرایی اشوت (به انگلیسی: Eshott Airfield) (به زبان بومی: RAF Eshott (1942-1944)) یک فرودگاه همگانی است که یک باند فرود آسفالت دارد و طول باند آن ۶۱۰ متر است. این فرودگاه در کشور انگلستان قرار دارد و در ارتفاع ۶۰ متری از سطح دریا واقع شده است.